# Сауво
Са́уво (фин. Sauvo), или Са́гу (швед. Sagu) — община в провинции Исконная Финляндия, губерния Западная Финляндия, Финляндия. Общая площадь территории — 299,71 км², из которых 47,21 км² покрыто водой.

## Демография
На 31 января 2011 года в общине Сауво проживало 3043 человека: 1547 мужчин и 1496 женщин.
Финский язык является родным для 95,53 % жителей, шведский — для 2,46 %. Прочие языки являются родными для 2 % жителей общины.
Возрастной состав населения:
- до 14 лет — 17,19 %
- от 15 до 64 лет — 64,08 %
- от 65 лет — 18,8 %

Изменение численности населения по годам:
| Год  | Численность |
| ---- | ----------- |
| 1990 | 2808        |
| 1995 | 2846        |
| 2000 | 2851        |
| 2005 | 2931        |
| 2010 | 3045        |
| 2015 | 3019        |
| 2020 | 2950        |